# Nana Akufo-Addo
Nana Addo Dankwa Akufo-Addo (Accra, 29 maart 1944) is een Ghanees politicus en leider van de New Patriotic Party (NPP). Sinds januari 2017 is hij de president van Ghana.

## Afkomst en opleiding
Akufo-Addo komt uit een politieke familie. Hij is een zoon van Edward Akufo-Addo, die tussen 1970 en 1972 president van Ghana was. Zijn schoolperiode doorliep Akufo-Addo in de regio Greater Accra, waarna hij voor zijn studie naar Engeland vertrok. Na examens te hebben gedaan aan Lancing College in West Sussex, begon hij in 1962 aan een studie filosofie, politiek en economie aan New College van de Universiteit van Oxford. Zonder deze te voltooien keerde hij echter al snel weer terug naar Ghana.
Akufo-Addo gaf les aan Accra Academy en studeerde tussen 1964 en 1967 economie aan de Universiteit van Ghana. Hierna volgde hij in Londen een opleiding tot advocaat. In 1979 was hij medeoprichter van het advocatenkantoor Prempeh & Co.

## Politieke carrière
In de late jaren zeventig begon Akufo-Addo zijn politieke loopbaan, toen hij zich aansloot bij de People's Movement for Freedom and Justice (Volksbeweging voor Vrijheid en Recht), een organisatie die oppositie voerde tegen het militaire regime van Ignatius Kutu Acheampong. In 1995 maakte hij deel uit van het verbond Alliance for Change (Alliantie voor Verandering), dat demonstreerde tegen neoliberale politieke beslissingen (zoals de introductie van de omzetbelasting) en de schending van mensenrechten onder het presidentschap van Jerry Rawlings. Dit verbond viel later uit elkaar na een machtsstrijd. In de jaren negentig vormde Akufo-Addo de burgerrechtenorganisatie Ghana's Committee on Human and People's Rights (Ghana's Commissie voor Mensenrechten).

### Presidentsverkiezingen
In aanloop naar de presidentsverkiezingen van december 2000 stelde Akufo-Addo zich in oktober 1998 beschikbaar om presidentskandidaat te worden namens de NPP. De partij koos echter voor John Agyekum Kufuor, voor wie Akufo-Addo vervolgens campagneleider werd. De NPP slaagde erin de verkiezingen uiteindelijk te winnen, waarna Kufuor in januari 2001 president van Ghana werd. Tijdens Kufuor's presidentschap was Akufo-Addo eerst actief als procureur-generaal (tevens minister van Justitie) en vanaf april 2003 als minister van Buitenlandse Zaken. Tevens was hij minister bij de New Partnership for Africa's Development (NEPAD), een economisch ontwikkelingsprogramma van de Afrikaanse Unie.
Na twee termijnen als president kon Kufuor zich bij de verkiezingen van 2008 niet herkiesbaar stellen voor een nieuwe termijn. De NPP duidde hierop Akufo-Addo aan als presidentskandidaat. De verkiezingsuitslagen waren zeer nipt: in de eerste ronde behaalde Akufo-Addo 49,13% van de stemmen, gevolgd door John Atta Mills namens het National Democratic Congress (NDC) met 47,92%. Dit was voor beide kandidaten net niet genoeg om de zege te kunnen opeisen. In de tweede ronde was het verschil nog kleiner: 49,77% voor Akufo-Addo tegen 50,23% voor Atta Mills. Met minder dan een half procent verschil werd Akufo-Addo verslagen en Atta Mills president.
In december 2012 was Akufo-Addo namens de NPP opnieuw kandidaat bij de presidentsverkiezingen. Hij nam het op tegen John Dramani Mahama, die het presidentschap na het overlijden van Atta Mills had overgenomen. Al in de eerste ronde wist Mahama een nipte meerderheid te behalen, maar deze uitkomst werd door Akufo-Addo juridisch aangevochten. Na een controversiële rechtszaak oordeelde het Ghanese hooggerechtshof uiteindelijk in het voordeel van Mahama, die daarmee definitief president werd. Akufo-Addo besloot de beslissing te accepteren in het belang van de (economische) stabiliteit en het internationale aanzien van Ghana. 
In 2014 was Akufo-Addo waarnemer bij de algemene verkiezingen in Zuid-Afrika. In hetzelfde jaar werd hij door zijn partij met 94% van de stemmen verkozen om voor de derde keer presidentskandidaat te zijn bij de presidentsverkiezingen. Deze werden gehouden op 7 december 2016. In de campagne, die hij wederom voerde tegen president Mahama, concentreerde hij zich vooral op economische onderwerpen, zoals het stabiliseren van de wisselkoersen en het terugdringen van de werkloosheid. Akufo-Addo wist in de eerste ronde direct een meerderheid te veroveren met bijna 54% van de stemmen. Mahama bleef steken op ruim 44% en erkende zijn nederlaag twee dagen later.

### Periode als president
Akufo-Addo werd op 7 januari 2017 geïnaugureerd als president. Tijdens de ceremonie in Accra waren twaalf buitenlandse presidenten aanwezig. Naderhand werd Akufo-Addo beschuldigd van plagiaat, toen bleek dat zijn inauguratietoespraak passages bevatte uit inaugurele toespraken van de Amerikaanse presidenten John F. Kennedy, Bill Clinton en George W. Bush. Ook kwam een deel van de tekst overeen met een eerdere toespraak van de Nigeriaanse president Muhammadu Buhari. Het persbureau van Akufo-Addo haastte zich te verklaren dat de situatie een onopzettelijke vergissing betrof, maar later werd ontdekt dat ook de concessiespeech, die Akufo-Addo in 2013 hield na zijn verlies bij de presidentsverkiezingen, plagiaat bevatte. Regels uit die toespraak kwamen letterlijk overeen met de concessiespeech van Al Gore na diens verlies bij de Amerikaanse presidentsverkiezingen van 2000.
In september 2017 lanceerde Akufo-Addo het "Free High School Education"-beleid, waarmee middelbare scholen in Ghana gratis moeten worden. De president verklaarde hiermee vooral de ouders te willen helpen die financieel niet in staat zijn te betalen voor het onderwijs voor hun kinderen.

## Familie
Akufo-Addo is getrouwd en heeft vier dochters.